# إلياسو شيلا
إلياسو شيلا الحسن Illiasu Shilla، من مواليد 26 أكتوبر 1982 في تيما في غانا، لاعب كرة قدم غاني.
بدأ مسيرته الكروية مع نادي الملك فيصل في عام 2003، ولعب معهم حتى عام 2005، وفي موسم 2005/2006 انتقل إلى نادي أسانتي كوتوكو، ومنذ عام 2006 وهو يلعب مع نادي ساتورن موسكو أوبلاست الروسي.
و هو يلعب مع منتخب غانا لكرة القدم منذ عام 2006.

## روابط خارجية
- إلياسو شيلا على موقع الاتحاد الدولي (مؤرشف)  (الإنجليزية)
- إلياسو شيلا على موقع قاعدة بيانات كرة القدم.إي يو (الإنجليزية)
- إلياسو شيلا على موقع ناشيونال فوتبول تيمز (الإنجليزية)
- إلياسو شيلا على موقع Soccerway.com (الإنجليزية)